# Plav (stad in Montenegro)
Plav (Montenegrijns: Плав, letterlijk vertaald: Blauw; Albanees: Plava of Plavë) is een plaats in de gelijknamige gemeente in Montenegro.
De stad Plav heeft 3615 inwoners. Plav kent veel oude historische en culturele gebouwen. Een er van is kula Redzepagica oftewel de toren van Redzepagici en bevindt zich in het centrum van Plav. Ook bevindt zich er een moskee, genaamd Džamija Šabovića (gebouwd in 1880), die een van oudste moskeeën van Plav is. Het symbool van Plav is het meer dat 906 meter boven zeeniveau ligt. Met 1,99 km² is het daarmee het grootste meer van Noordoost-Montenegro.
- Gemeinsame Normdatei: 4433281-6
- Nationale Bibliotheek van Tsjechië: ge563611
- Nationale Bibliotheek van Israël: 987007557346805171
- Système universitaire de documentation: 204354404
- Virtual International Authority File: 132523591